# Piščančji davek
Piščančji davek (angleško Chicken tax) je 25-odstotna tarifa na lahka gospodarska vozila (v začetku pa tudi na krompirjev škrob, dekstrin in brandy), ki so jo Združene države Amerike uvedle leta 1964 pod predsednikom Lyndonom B. Johnsonom kot odgovor na tarife za uvoz ameriških piščancev, ki sta jih uvedli Francija in Zahodna Nemčija. Obdobje med letoma 1961 in 1964 so zaznamovale napetosti in pogajanja o tej zadevi na vrhuncu hladne vojne, mediji so dogajanje poimenovali »piščančja vojna«.
Tarife na škrob, dekstrin in brandy so bile kasneje umaknjene, ta oblika protekcionizma pa je vse od leta 1964 ostala v veljavi za lahka gospodarska vozila in dala ameriški avtomobilski industriji pomembno prednost pred tujimi konkurenti na domačih tleh. Po mnenju analitikov dajatev škoduje potrošnikom in celo ameriškim proizvajalcem samim, vendar veliki proizvajalci avtomobilov vse do danes lobirajo proti njeni ukinitvi.
Več podjetij se izogiba ali poskuša izogibati tarifi na različne načine, vključno z domačimi, ki so medtem preselila del proizvodnje v tujino. Lahka tovorna vozila, proizvedena v Mehiki in Kanadi, so izvzeta po določilih Severnoameriškega prostotrgovinskega sporazuma.

## Ozadje
Zaradi intenzifikacije pridelave piščancev po drugi svetovni vojni in spremljajočega padca cen je piščančje meso, nekoč znak prestiža, postalo temeljno živilo v ZDA. V Evropi je do zgodnjih 1960. let ostalo delikatesa. Z uvozom cenenega piščančjega mesa so cene po vsej celini začele hitro padati in močno vplivale na prehranjevalne navade tudi tu. Samo v letu 1961 je v Zahodni Nemčiji poraba na prebivalca narasla za 23 %; skoraj polovico uvoza je predstavljalo ameriško piščančje meso.
Nizozemska je obtožila ZDA oblikovanja dampinških cen (prodaje pod ceno proizvodnje), francoska vlada pa je prepovedala uvoz, uradno zaradi skrbi, da bodo umetno dodani rastni hormoni vplivali na moško plodnost. Nemška združenja pridelovalcev so javno obtožila ameriške pridelovalce, da pri vzreji uporabljajo arzenik.
Ob krizi v trgovinskih odnosih med ZDA in skupnim evropskim trgom je Evropa začela uvajati tarife z namenom spodbujanja povojne prehranske samooskrbe. Evropski trgi so začeli nadzorovati cene piščančjega mesa. Prva je višje tarife uvedla Francija in prepričala Zahodno Nemčijo, da ji sledi, z namenom povečanja deleža na dobičkonosnem nemškem trgu po izključitvi ameriške konkurence. EGS je uvedla Skupno kmetijsko politiko, določila najnižje uvozne cene za vse uvožene piščance in preklicala vse obstoječe vezave tarif in druge koncesije po Splošnemu sporazumu o carinah in trgovini (GATT). ZDA je leta 1962 formalno protestirala proti EGS po njeno nepoštenim omejitvam uvoza ameriške perutnine. Ameriški pridelovalci so beležili četrtinski upad izvoza v Evropo. Izgube so ocenili na 26–28 milijonov USD (leta 2021 bi to ustrezalo 21976—$23666 milijonom USD).
Ameriški senator J. William Fulbright iz Arkansasa, takrat glavne pridelovalke, in predsednik senatnega komiteja za mednarodne odnose, je zaradi tega nekoč celo prekinil Natovo razpravo o jedrskem oboroževanju, da bi protestiral nad omejitvami trgovine s piščanci. Zagrozil je z zmanjšanjem števila ameriških vojakov v Natu. Takratni nemški kancler Konrad Adenauer, ki si je pogosto dopisoval z Johnom F. Kennedyjem o zadevah, kot so Berlin, Laos in invazija v Prašičjem zalivu, je pripomnil, da je bila približno polovica korespondence o piščancih.

## Neuspeh diplomacije
Diplomatska prizadevanja so po 18 mesecih propadla in 4. decembra 1963 je predsednik Johnson z izvršnim ukazom (odlok 3564) uvedel 25-% davek (skoraj desetkratnik povprečne ameriške tarife) na uvoz krompirjevega škroba, dekstrina, brandyja in lahkih tovornih vozil, ki je stopil v veljavo 7. januarja 1964.
Johnson je z odlokom uveljavljal pravico po GATT, kjer lahko prizadeta država poveča tarife za toliko, kolikor ima izgub zaradi diskriminatornih tarif drugih. Davek je uradno ciljal na evropske izdelke v približni protivrednosti zmanjšanja prodaje piščancev v Evropo.
Kasneje so prišli v javnost posnetki pogovorov v Beli hiši, ki so nakazali, da je na odločitev za lahka gospodarska vozila vplival dejavnik, ki ni imel zveze s piščanci. Johnson je namreč januarja 1964 poskušal prepričati predsednika sindikata United Auto Workers (UAW), naj ne skliče stavke tik pred predsedniškimi volitvami 1964 in naj podpre predsednikovo platformo za človekove pravice. Predsednik UAW, Walter Reuther, je v zameno želel, da se Johnson odzove na povečevanje uvoza Volkswagnovih lahkih gospodarskih vozil.
Piščančji davek je neposredno omejil uvoz nemških kombijev Volkswagen tip 2 v konfiguracijah, ki so ustrezale opredelitvi lahkega gospodarskega vozila – to je gospodarskih kombijev in poltovornjakov. Še istega leta je uvoz »avtomobilskih tovornjakov« iz Zahodne Nemčije upadel za dve tretjini glede na 1963 – na 5,7 milijona USD (leta 2021 bi to ustrezalo 46988 milijonom USD). Nedolgo zatem so Volkswagnova lahka gospodarska vozila »praktično izginila z ameriškega trga«.
Dajatev je prizadela tudi druge proizvajalce, predvsem japonske (Toyota, Datsun, Isuzu in Mazda).

## Posledice
Tarifa je prizadela vse države, ki bi želele izvažati lahka tovorna vozila v ZDA, tako je praktično iztisnila manjše azijske proizvalajce iz trga. Medtem so veliki ameriški proizvajalci, skoncentrirani v Detroitu, lobirali za ohranitev tarife, s čimer so omejili pritisk konkurence v razvoj vozil z manj emisij in nižjo porabo.
Tarifa je še vedno v veljavi. Nekateri komentatorji, kot je ekonomist Robert Z. Lawrence s Harvarda, menijo, da je tarifa pohabila ameriško avtomobilsko industrijo s tem, da jih je 40 let izolirala pred pravo konkurenco.

### Izogibanje tarifi
Japonski proizvajalci so najprej ugotovili, da se lahko izognejo piščančjemu davku tako, da v ZDA izvažajo vozila v konfiguraciji šasija–kabina (celotno lahko gospodarsko vozilo brez tovornega prostora), ki so podvržena le 4-% tarifi. Tovorni prostor nato dodajo v manjšem obratu v ZDA in vozilo prodajajo kot lahko gospodarsko vozilo. To vrzel so ZDA zaprle s spremembo zakonodaje leta 1980. Subaru je svoj poltovornjak BRAT v letih 1978 do 1987 opremljal s parom nazaj obrnjenih sedežev v tovornem prostoru, s čimer je bilo vozilo kategorizirano kot »vozilo za prevoz potnikov«. Leta 1989 se je ameriška carinska služba odzvala s spremembo klasifikacije, ki je vse športne terence z dvemi vrati klasificirala kot lahka tovorna vozila. Proizvajalci Toyota, Nissan, Suzuki (v partnerstvu z GM) in Honda so na koncu zgradili obrate za izdelavo v ZDA in Kanadi ter se tako izognili izvažanju končnih produktov. Tudi Mercedes je svoj dostavnik Sprinter sestavljal v ZDA in ga prodajal pod blagovno znamko Dodge.
Ford je uvažal vse modele dostavnika Ford Transit Connect kot vozila za prevoz potnikov tako, da je v turški tovarni vdelal zadnja okna, sedeže in varnostne pasove. Po uvozu v ZDA so okna nadomestili s kovinskimi ploščami in odstranili zadnje sedeže z varnostnimi pasovi. To je podjetje stalo nekaj sto dolarjev na vozilo, prihranilo pa več tisoč dolarjev v dajatvah. Po oceni ameriške carinske uprave je podjetje s to prakso med letoma 2002 in 2018 prihranilo 250 milijonov USD. Uprava je leta 2013 razsodila, da se je Ford izogibal dajatvam in podjetje je leta 2020 izgubilo sodni spor, zaradi česar mu je grozilo 1,3 milijarde USD kazni poleg poplačila razlike. Na koncu so se pogodili za 365 milijonov USD.